# Симеон Петров
Симеон Константинов Петров (1 септември 1888 – 1950) е първият български летец, летял над територията на България. Той е и сред пионерите на звукозаписната индустрия в България.

## Биография

### Произход и образование
Симеон Петров е роден на 1 септември 1888 г. в Русе.

### Военна кариера
- Служи в 4-ти артилерийски полк в София.
- Първи планински артилерийски полк.

#### Франция
През 1912 година, след конкурс, поручик Петров, заедно с Христо Топракчиев и Никифор Богданов, е изпратен в школата за обучение на пилоти на Луи Блерио в Етамп край Париж.
По време на обучението си Петров предлага и придружен от Луи Блерио осъществява първия нощен полет в историята на Франция.
При един от последните си полети над летище Етамп Петров се издига на височина от 1400 m, когато двигателят на самолета му „Блерио XI“ се поврежда и спира да работи. Списание „Л'аеро“ (L'Aero), орган на парижкия аероклуб коментира: „Мосю Петров, без да губи присъствие на духа, започва да се спуска с планиране спирално надолу и благополучно слиза на земята. Това е единственият случай в авиацията, когато внезапното спиране на мотора не е последвано от катастрофа.“ Във Франция излиза и възпоменателна картичка с лика му. Впоследствие Петров заедно с Топракчиев разработва методика за приземяване на самолети със спрял двигател, която е приета в програмата за обучение на пилоти в школата на Блерио.
Тримата български пилоти успяват да завършат курса само за 35 дни и на 25 юли 1912 г. получават своите бревети след изпит пред специална комисия на френския аероклуб.

#### Балканска война
В началото на Балканската война България има шестима пилоти и трима механици, включени в състава на въздухоплавателното отделение. На 7 август 1912 г. на гара София пристига първият самолет „Блерио-XI“ с двигател „Гном“ от 70 hp. На 13 август 1912 г. Симеон Петров става първият български пилот, който лети в небето на България с аероплан – българска собственост. В следващите дни полети изпълняват и Топракчиев и Богданов.
През 1912 г. Христо Топракчиев предлага използването на самолети за хвърлянето на „бомби“ (тогава наричани гранати от българската армия). Капитан Симеон Петров разработва идеята и експериментира с различни гранати, модифицирайки ги и увеличавайки техния товар. Така Симеон Петров става първият човек, разработил бомба с цел тя да се хвърли от самолет. Неговите планове и идеи са основа на всички бъдещи такива бомби по света. Тя има аеродинамична форма както и кръстовиден стабилизатор. Образува яма с дълбочина над 1 метър и диаметър – 4 – 5 метра.
На 16 октомври 1912 г. Продан Таракчиев пуска 2 от тези бомби върху турската железопътна гара Караагач. Самолетът, от който са пуснати, е „Албатрос Ф2“ и е пилотиран от Радул Милков.
Единственият български самолет „Блерио XI“ взема участие в Шуменските маневри, които са генерална репетиция за предстоящата война. Самолетът лети за атакуващата страна, но след първия разузнавателен полет се поврежда при кацане на импровизираното летище край Разград. Симеон Петров е спешно командирован в Русия за закупуване на още самолети. Изпълнил задачата си, Петров се връща в България към средата на октомври 1912 г. По време на Балканската война извършва редица бойни полети. На 14 март 1913 г. излита със своя самолет „Блерио“ към противниковата столица Цариград, но достигайки предградиета му след Епиват е принуден да се върне поради настаналата лоша видимост, обезсмисляща начинанието.

#### Първа световна война
През Първата световна война Петров е началник на 2-ро аеропланно отделение. Той конструира авиационните бомби тип „Чаталджа“. Впоследствие чертежите са предадени на Германия и бомбата е използвана от Централните сили до края на Първата световна война.
Петров е първият началник на аеропланното училище, основател на летище „Божурище“.

### Между световните войни
През 1919 година майор Петров е уволнен от служба. След това занимава с внос на спортни стоки и най-вече велосипеди. През 1924 година създава първата българска звукозаписна компания „Симонавия“ (от СИМеОН АВИАтора), която първоначално внася грамофонни плочи от Франция, а по-късно организира производството им в България под марката „Орфей“. Дружеството записва повече от 5000 плочи, които са основа на репертоара на Радио София.
Водач е на българския колоездачен отбор на Олимпийските игри в Берлин през 1936 г.

### След Втората световна война
През 1947 година дружеството „Симонавия“ е национализирано и е преименувано „Балкантон“. Самият Петров става работник-бобиньор в софийския Силнотоков завод.
Умира през 1950 година в София на 61 години от инфаркт. Погребан е в тесен семеен кръг.

## Военни звания
- Подпоручик (15 август 1907)
- Поручик (4 септември 1910)
- Капитан (1 ноември 1913)
- Майор (1918)